# Navura lobata
Navura lobata är en fjärilsart som beskrevs av William Schaus 1913. Navura lobata ingår i släktet Navura och familjen mott. Inga underarter finns listade i Catalogue of Life.